# 神田美倉町
神田美倉町（日语：／ Kanda-mikurachō */?）是東京都千代田區的町名。郵遞區號101-0038。

## 地理
位於千代田區東北部，屬神田地域，鄰中央區日本橋本石町與八重洲。神田美倉町北接神田西福田町、東鄰岩本町、西連鍛冶町，屬神田站東口商業區的一角，多辦公大樓與商店。

## 歷史
江戶時代位於屬龍閑川北側，西起的神田佐柄木町藏地、日本橋本銀町會所屋敷、神田紺屋町二丁目橫町藏地，三地稱為三藏（倉）地。安政4年（1857年）沿岸進行填地，成立今川橋埋立地。明治2年（1869年）合併成立新町，將三藏（倉）的漢字改為同音的美倉，稱神田美倉町。

### 地名由來
神田佐柄木町藏地、日本橋本銀町會所屋敷、神田紺屋町二丁目橫町藏地稱為三藏（倉），後演變為「美倉」。

## 交通
町域内無鐵路站，可利用西方的神田站、南方的總武快速線新日本橋站、東方的東京地下鐵日比谷線小傳馬町站。

## 設施
- 千代田區立地藏橋西兒童遊園
- Fumakilla本店

## 備註
1. ↑  千代田区ホームページ - 町丁別世帯数および人口（住民基本台帳）：平成25年8月1日現在 的存檔，存档日期2013-10-27.
2. ↑  .   [2013-08-17]. （原始内容存档于2020-10-17）.